# Atletiek op de Olympische Zomerspelen 2008 - Kogelstoten vrouwen
Het kogelstoten voor vrouwen op de Olympische Spelen van 2008 in Peking vond plaats op 16 augustus in het Nationale Stadion van Peking.

## Kwalificatie
Elk Nationaal Olympisch Comité mag drie atleten afvaardigen die in de kwalificatieperiode (1 januari 2007 tot 23 juli 2008) aan de A-limiet voldeden (18,35 m). Een NOC mag één atleet afvaardigen, die in dezelfde kwalificatieperiode aan de B-limiet voldeed (17,20 m). Het onderdeel werd gewonnen door Valerie Vili uit Nieuw-Zeeland met 20,56 m.

## Medailles
| Goud   | Valerie Vili       | NZL |
| Zilver | Misleydis González | CUB |
| Brons  | Gong Lijiao        | CHN |

## Records
Voor dit onderdeel waren het wereldrecord en olympisch record als volgt.
| Wereldrecord     | 22,63 m | Natalja Lisovskaja | URS | Moskou | 7 juni 1987  |
| Olympisch record | 22,41 m | Ilona Slupianek    | GDR | Moskou | 24 juli 1980 |

## Uitslagen
De volgende afkortingen worden gebruikt:
- Q Rechtstreeks gekwalificeerd voor de finale door een stoot van minstens 20,40 m
- q Gekwalificeerd voor de finale door bij de beste 12 te eindigen
- DNS Niet gestart
- NM Geen geldig resultaat
- PB Persoonlijke besttijd
- SB Beste seizoensprestatie
- NR Nationaal record

### Kwalificatieronde
Groep A - 16 augustus 2008 09:10

Groep B - 16 augustus 2008 09:10

| Groep | Rang | Atlete                | Nationaliteit | Resultaat | Extra |
| ----- | ---- | --------------------- | ------------- | --------- | ----- |
| A     | 1    | Valerie Vili          | NZL           | 19,73     | Q     |
| B     | 2    | Gong Lijiao           | CHN           | 19,46     | Q, PB |
| A     | 3    | Li Meiju              | CHN           | 19,18     | Q, PB |
| A     | 4    | Natallja Michnevitsj  | BLR           | 19,11     | Q     |
| A     | 5    | Christina Schwanitz   | GER           | 19,09     | Q     |
| B     | 6    | Nadzeja Astaptsjoek   | BLR           | 19,08     | Q     |
| A     | 7    | Misleydis González    | CUB           | 18,91     | Q     |
| A     | 8    | Chiara Rosa           | ITA           | 18,74     | Q, SB |
| B     | 8    | Anna Omarova          | RUS           | 18,74     | Q     |
| B     | 10   | Li Ling               | CHN           | 18,60     | Q     |
| B     | 11   | Nadine Kleinert       | GER           | 18,52     | Q     |
| A     | 12   | Jillian Camarena      | USA           | 18,51     | Q, SB |
| B     | 13   | Michelle Carter       | USA           | 18,49     | Q     |
| A     | 14   | Mailín Vargas         | CUB           | 18,47     | Q     |
| A     | 15   | Olga Ivanova          | RUS           | 18,46     | Q     |
| A     | 16   | Denise Hinrichs       | GER           | 18,36     |       |
| B     | 17   | Cleopatra Borel-Brown | TRI           | 17,96     |       |
| A     | 18   | Janina Koroltsjik     | BLR           | 17,79     |       |
| B     | 19   | Assunta Legnante      | ITA           | 17,76     |       |
| B     | 20   | Yumileidi Cumbá       | CUB           | 17,60     |       |
| A     | 21   | Anca Heltne           | ROU           | 17,48     |       |
| A     | 22   | Natalia Duco          | CHI           | 17,40     |       |
| A     | 23   | Kristin Heaston       | USA           | 17,34     |       |
| B     | 24   | Vivian Chukwuemeka    | NGR           | 17,15     |       |
| B     | 25   | Irina Khudoroshkina   | RUS           | 16,84     |       |
| A     | 26   | Irini Terzoglou       | GRE           | 16,50     |       |
| B     | 27   | Ana Pouhila           | TGA           | 16,42     |       |
| B     | 28   | Lin Chia-Ying         | TPE           | 16,32     |       |
| B     | 29   | Zhang Guirong         | SIN           | 16,23     |       |
| B     | 30   | Mariam Kevchisjvili   | GEO           | 15,99     |       |
| B     | 31   | Zara Northover        | JAM           | 15,85     |       |
| A     | 32   | Iolanta Ulyeva        | KAZ           | 15,49     |       |
| A     | 33   | Lee Mi-Young          | KOR           | 15,10     |       |
| A     |      | Irache Quintanal      | ESP           | NM        |       |
| B     |      | Krystyna Zabawska     | POL           | NM        |       |

### Finale
16 augustus 2008 21:10
| Rang   | Atlete               | Nationaliteit | 1     | 2     | 3     | 4     | 5     | 6     | Resultaat | Extra |
| ------ | -------------------- | ------------- | ----- | ----- | ----- | ----- | ----- | ----- | --------- | ----- |
| Goud   | Valerie Vili         | NZL           | 20,56 | 20,40 | 20,26 | 20,01 | 20,52 | -     | 20,56     | AR    |
| Zilver | Misleydis González   | CUB           | 19,30 | x     | 19,01 | 19,23 | 19,50 | x     | 19,50     | PB    |
| Brons  | Gong Lijiao          | CHN           | 18,45 | 18,75 | 18,90 | 18,92 | 19,04 | 19,20 | 19,20     |       |
| 4      | Anna Omarova         | RUS           | 19,08 | 18,21 | x     | x     | x     | 18,76 | 19,08     |       |
| 5      | Nadine Kleinert      | GER           | 18,30 | 18,68 | 19,01 | 18,99 | x     | 18,81 | 19,01     |       |
| 6      | Li Meiju             | CHN           | 18,68 | 18,99 | 18,74 | x     | 18,85 | 19,00 | 19,00     |       |
| 7      | Olga Ivanova         | RUS           | 17,96 | x     | 18,44 |       |       |       | 18,44     |       |
| 8      | Mailín Vargas        | CUB           | 18,28 | 17,88 | 17,74 |       |       |       | 18,28     |       |
| 9      | Christina Schwanitz  | GER           | x     | 17,96 | 18,27 |       |       |       | 18,27     |       |
| 10     | Jillian Camarena     | USA           | 18,09 | 18,24 | 17,44 |       |       |       | 18,24     |       |
| 11     | Chiara Rosa          | ITA           | 18,22 | 17,98 | x     |       |       |       | 18,22     |       |
| 12     | Li Ling              | CHN           | 17,94 | x     | 17,81 |       |       |       | 17,94     |       |
| 13     | Michelle Carter      | USA           | 16,97 | 17,65 | 17,74 |       |       |       | 17,74     |       |
| DQ     | Natallja Michnevitsj | BLR           | 19,16 | 20,28 | 19,87 | 19,82 | 19,94 | 20,10 | 20,28     |       |
| DQ     | Nadzeja Astaptsjoek  | BLR           | x     | 18,69 | 18,36 | x     | 19,86 | 19,36 | 19,86     |       |